# 쯩니
쯩니(徵貳, 베트남어: Trưng Nhị)는 1세기 후한의 지배하에 있던 베트남의 반란을 주도한 쯩짝의 여동생이다. 서기 40년에 일시적으로 후한을 베트남에서 몰아낸 후 언니인 쯩짝과 함께 공동 여왕으로 즉위하였다.
서기 43년 마원이 지휘하는 후한군에게 패배하며 쯩 자매의 반란은 진압되었는데, 중국 역사서에는 마원이 쯩 자매를 포로로 사로잡아 참수한 후 이 둘의 수급을 낙양으로 보냈다고 기록되었다. 반면 베트남 현지 전설에서는 쯩 자매가 포로로 사로잡히지 않고 강에 몸을 던져 자살했다는 내용이 전승되고 있다.

## 생애
쯩니는 영복 봉주, 베트남어: Mê Linh미령 / 麋泠,)에서 지방의 토호인 락장(베트남어: Lạc tướng / 雒將)의 둘째 딸로 태어났다. 
전한 무제에게 점령당한 베트남에서는, 베트남이 전한의 영토가 되기 전에 락장이 가지고 있던 세금 징수권이 중국에 이관되고 있었는데, 쯩니와 쯩짝은 후한을 상대로 반란을 일으킨 후 후한에 징세권을 베트남에 이관하도록 통고하였으며, 40년 3월에 꼬라이에 궁전을 짓고 실제로 징세를 시작하였다.
후한의 광무제는 이것을 중대한 반란 행위로 간주하여 복파장군 마원을 파견해 반란을 진압을 명한다. 마원은 군사 2만을 이끌고 42년 4월에 베트남에 도착한다.
악천후와 역병으로 행군은 지연되고, 마원의 군사는 초반에 고전을 면치 못하지만, 베트남 병사들 사이에 전쟁을 기피하는 분위기가 퍼져서, 전투에서 대승하였다. 이후 쯩 자매는 도주하지만 결국 마원에게 사로잡혀 참수당하고 수급이 낙양으로 보내진다.

## 같이 보기
- 쯩 자매
- 쯩 자매의 반란
- 쯩짝